# Vankya ornithogali
Espèce
Synonymes
- Uredo ornithogali J.C. Schmidt & Kunze, 1819[1]
- Caeoma ornithogali Schlechtendal, 1824[1]
- Ustilago ornithogali Shröter, 1869[1]
- Ustilago umbrina Schröter, 1869[1]

Vankya ornithogali, est une espèce de champignon phytoparasite du genre Vankya, de la famille des Urocystidaceae et de la classe des Ustilaginomycetes. Cette espèce provoque une maladie cryptogamique nommée le charbon des Gagées qui est spécifique aux parties végétatives des Gagées de l'écozone paléarctique.

## Taxonomie
Cette espèce a été décrite pour la première fois en 1819 par les mycologues allemands J.C. Schmidt et Kunze, sous le nom Uredo ornithogali, à partir de feuilles de nombreux Gagea et en particulier de Gagea lutea. Lors de la création du genre Vankya, cette espèce est recombinée par l'Iranien D. Ershad en 2000, avec pour base des spécimens issus de Gagea fistulosa. Vankya ornithogali est l'espèce-type de ce genre. Le code génétique connu de cette espèce provient de seulement deux spécimens, il est alors probable que Vankya ornithogali représente un complexe d'espèces cryptiques.

## Biologie
Ce champignon parasite les feuilles de 27 espèces du genre Gagea ; et plus spécifiquement celles de Gagea fistulosa, Gagea lutea, Gagea pratensis, Gagea spathacea, Gagea villosa, Gagea confusa, Gagea minima, Gagea dubia et Gagea bohemica. Une fois installée, l'infection se retrouve d'une année sur l'autre sur le même pied. 
Contrairement à ce que son épithète indique, Vankya ornithogali n'a pas pour plantes-hôtes les Ornithogalum.

## Description
Chez Vankya ornithogali, les sores mesurent de 1 à 5 mm de long (rarement jusqu'à 10 mm). Ce sont des pustules ellipsoïdales ou fusiformes brun noirâtre à olive foncé le long des feuilles ou de la tige. Une fois développé, l'épiderme se déchire libérant des spores ovoïdes irrégulières de couleur brun noir à brun jaunâtre et mesurant de 12 à 22 μm de long et de 11 à 15 μm de large,.
Uromyces gageae est également une espèce de charbon pathogène des feuilles de Gagées. Ses sores sont dispersées sur les feuilles, arrondis à elliptiques et mesurent de 1 à 3 mm de long. Elles sont recouvertes d'un épiderme de couleur plomb, qui se fend longitudinalement pour exposer des spores de 26 à 40 μm de long pour 18 à 28 μm de large.

## Écologie et répartition
Vankya ornithogali est présente sur les Gagées dans l'Ouest du paléarctique, de la façade atlantique européenne à la mer Caspienne. 
Cette espèce se rencontre sur les zones où la plante-hôte est abondante et présente de longue date. Elle est visible de mars à mai au Royaume-Uni et d'avril à mai en Europe centrale, ses plantes hôtes étant exclusivement printanières,.
Étant connue uniquement de 6 stations au Royaume-Uni, V. ornithogali y est considérée comme « Vulnérable » à partir de 2008, puis « En danger critique d'extinction »  au pays de Galles depuis 2018.

Vankya ornithogali parasitant des feuilles de Gagea
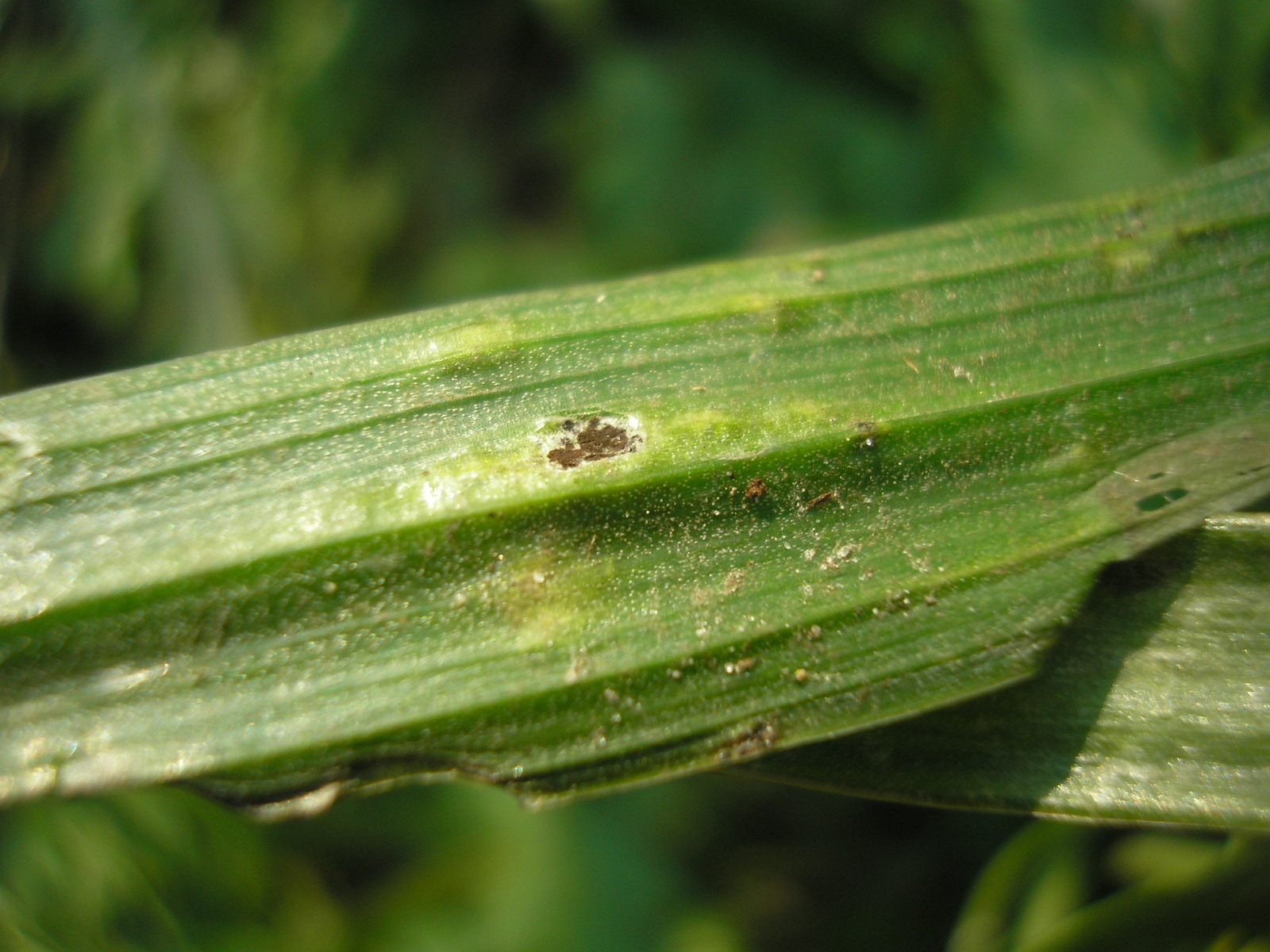
Vankya ornithogali sur Gagea lutea
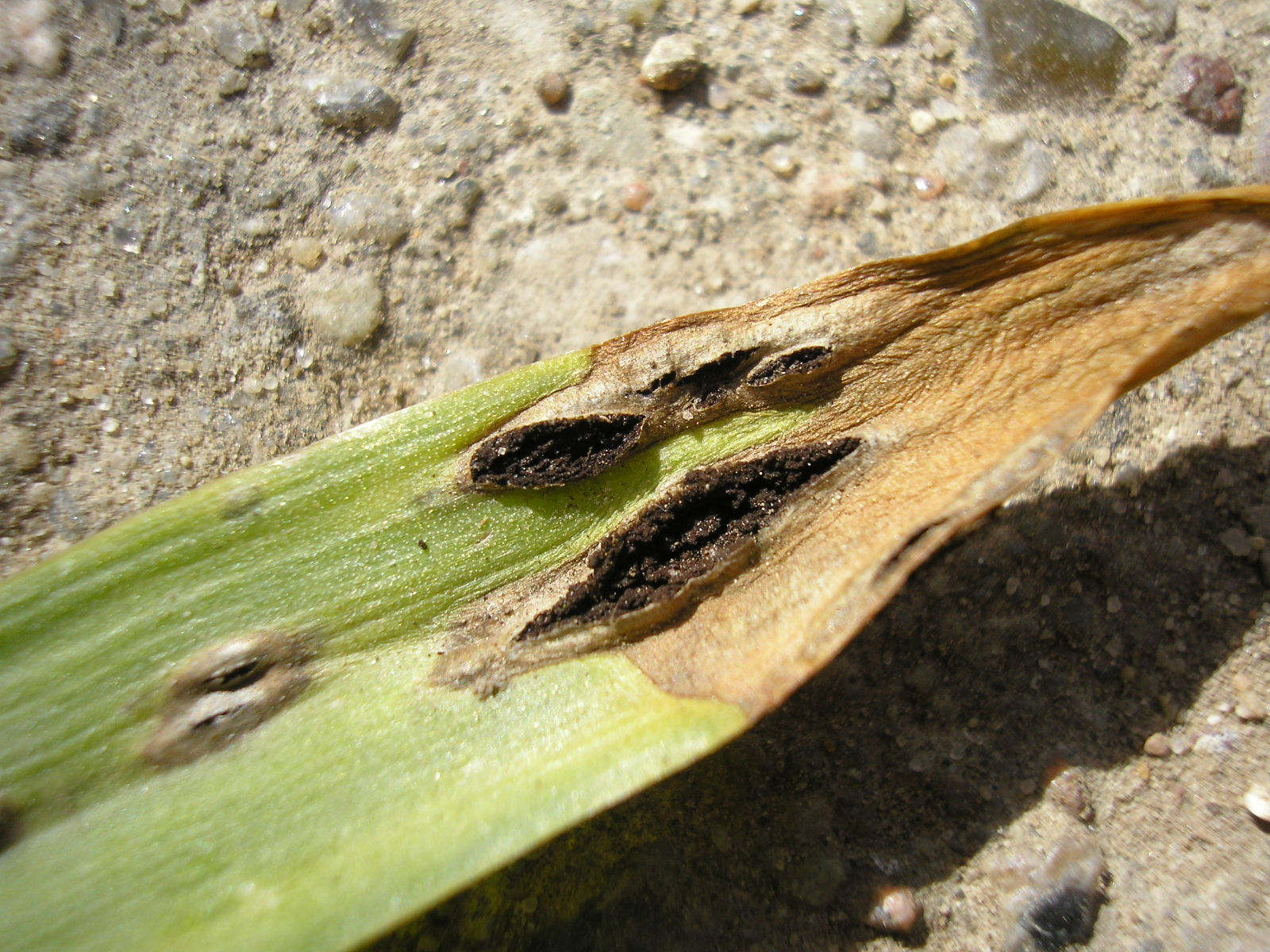
V. ornithogali en sporulation sur Gagea lutea
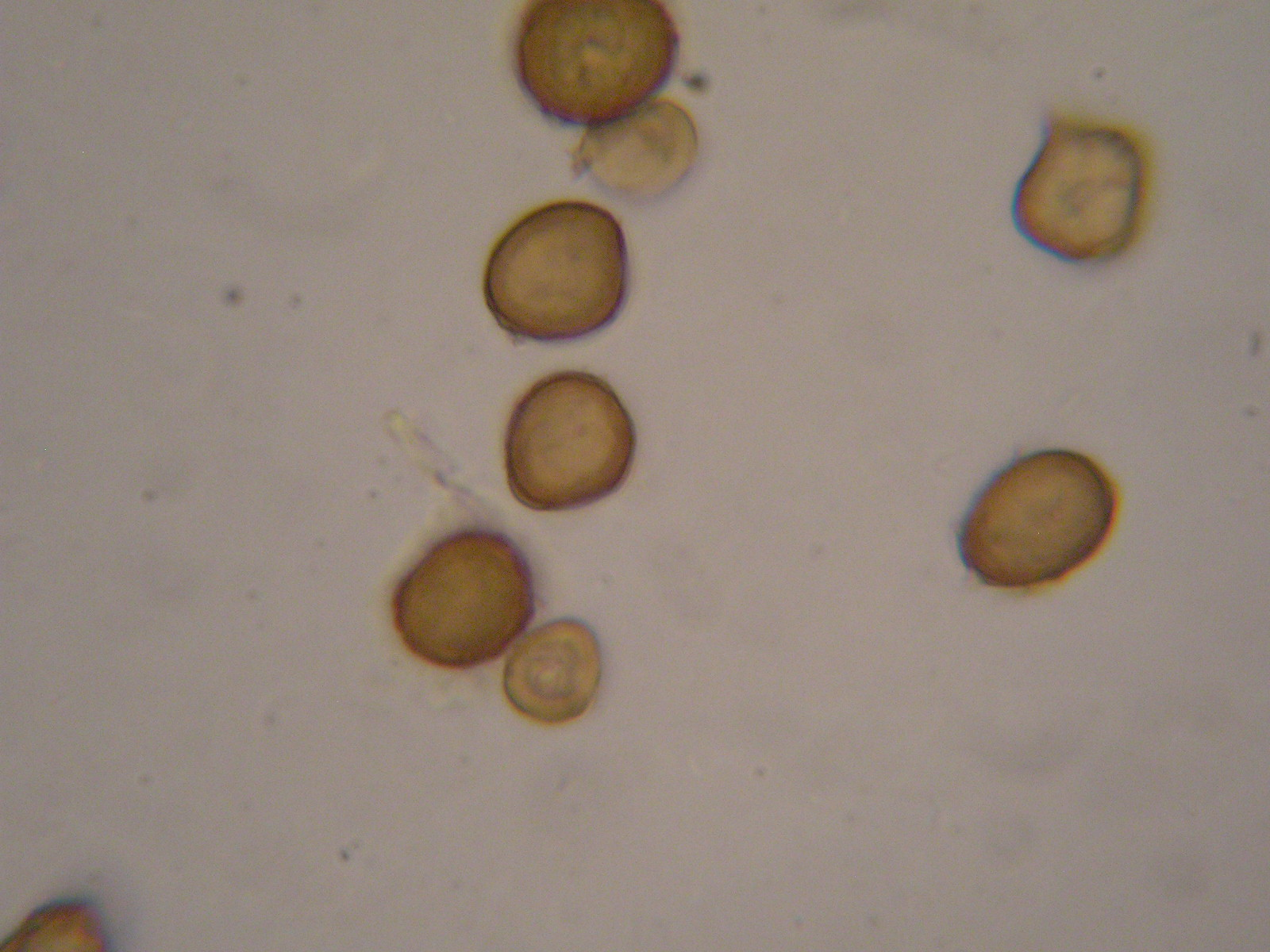
Spores de V. ornithogali
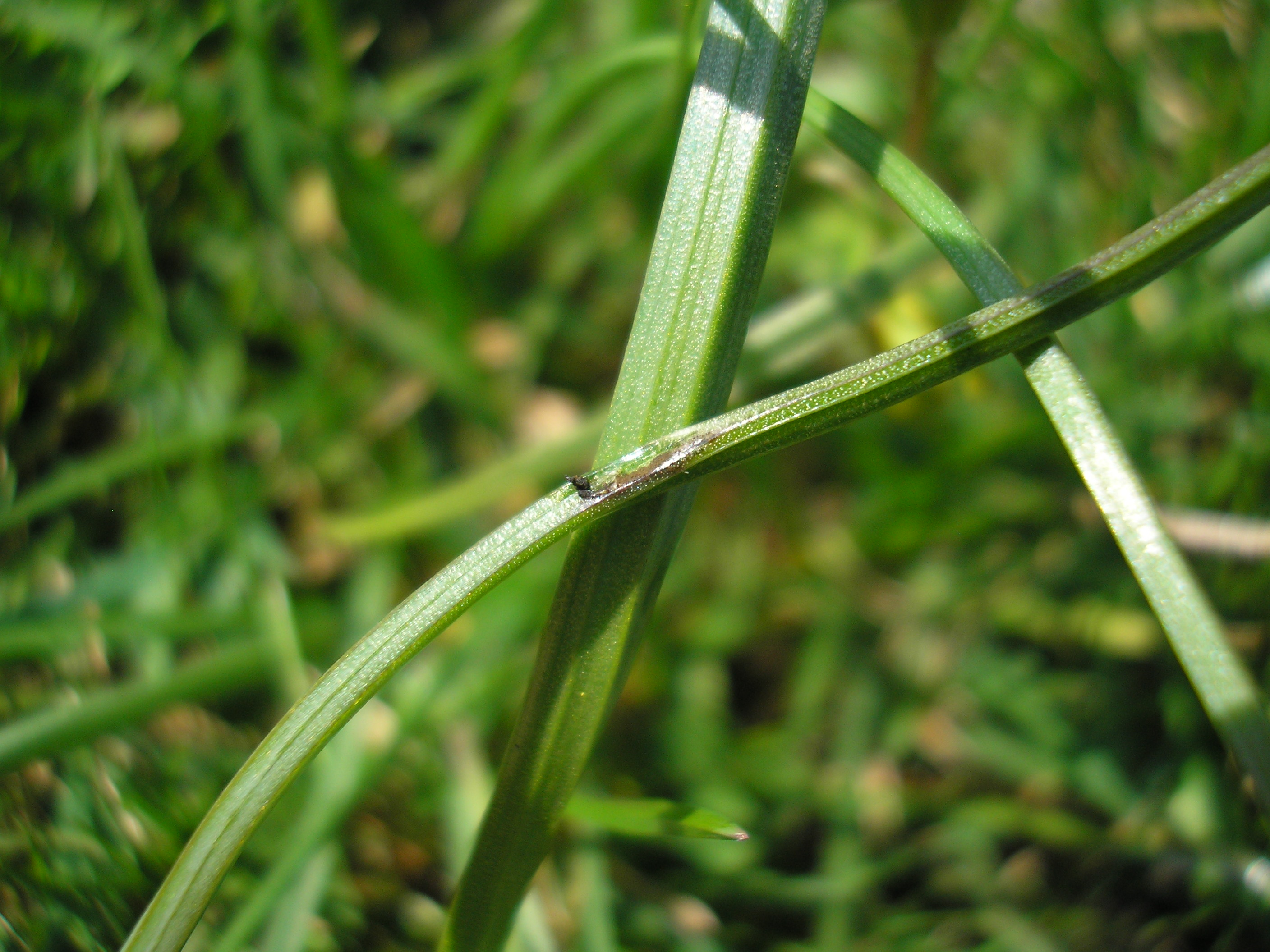
V. ornithogali sur Gagea pratensis
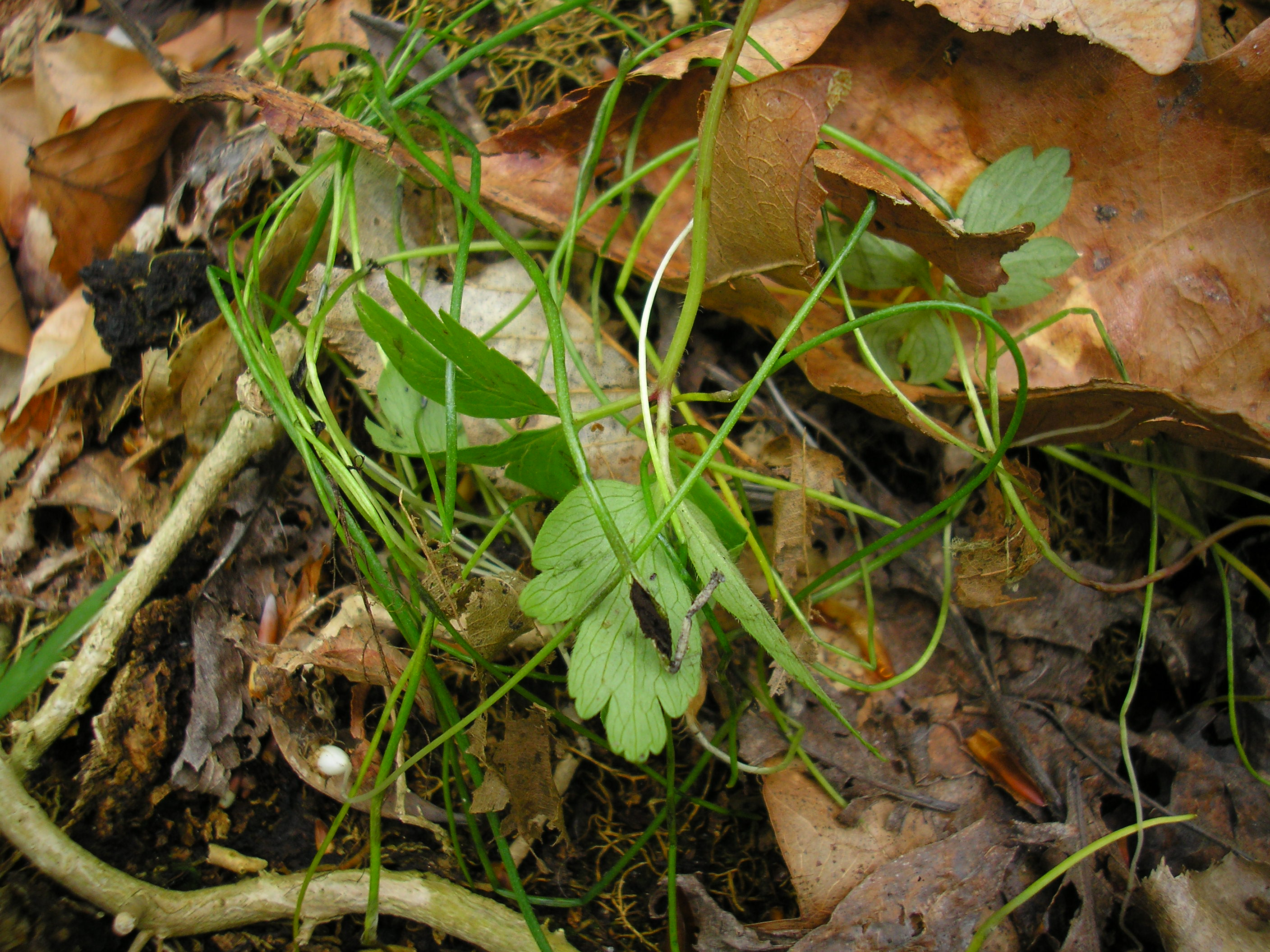
V. ornithogali sur Gagea spathacea
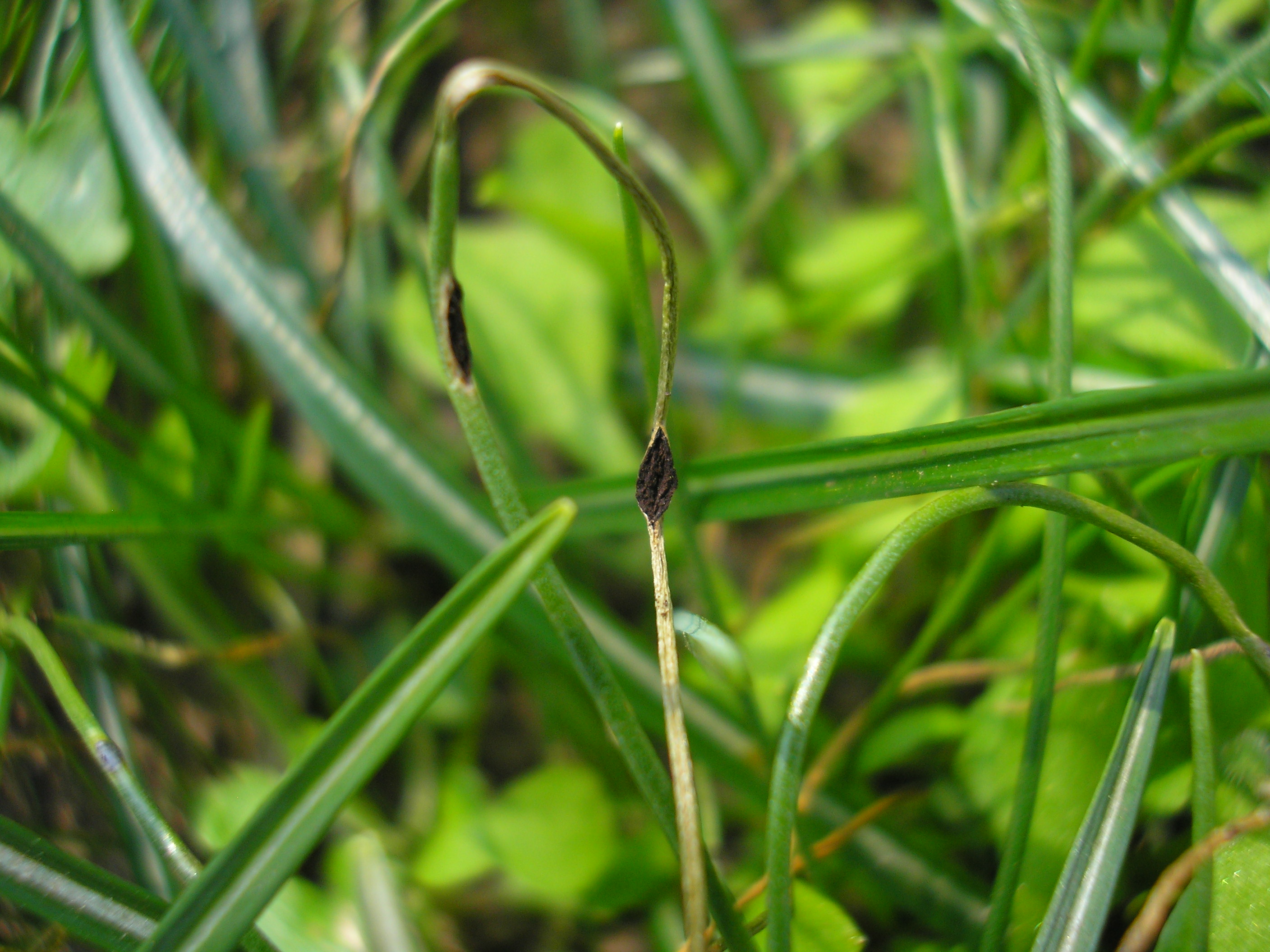
V. ornithogali sur Gagea villosa